# Elizabeth Banks
Elizabeth Maresal Mitchell (Pittsfield, Massachusetts, 10 de febrero de 1974) conocida profesionalmente como Elizabeth Banks, es una actriz, directora y productora estadounidense. Hizo su debut en 1998 como Vicki en el filme Surrender Dorothy. Se destaca principalmente por sus papeles en Scrubs, Modern Family, Atrápame si puedes, What to Expect When You're Expecting, The 40-Year-Old Virgin, W, Spider-Man, Pitch Perfect, Los juegos del hambre, Walk of Shame y The Lego Movie

## Primeros años y educación
Banks nació en Pittsfield, Massachusetts, como la mayor de los cuatro hijos de Mark y Ann Mitchell. Su padre era obrero en una fábrica de General Electric y su madre trabajó en un banco. Cuando era niña, participó en el programa de juegos de Nickelodeon Finders Keepers. Se graduó de la Escuela Secundaria Pittsfield en 1992 y es una graduada cum laude de la Universidad de Pensilvania, en donde era integrante de la fraternidad femenina Delta Delta Delta. Fue la primera en su familia en obtener un título universitario. En 1998, completó sus estudios en el American Conservatory Theater.

## Carrera

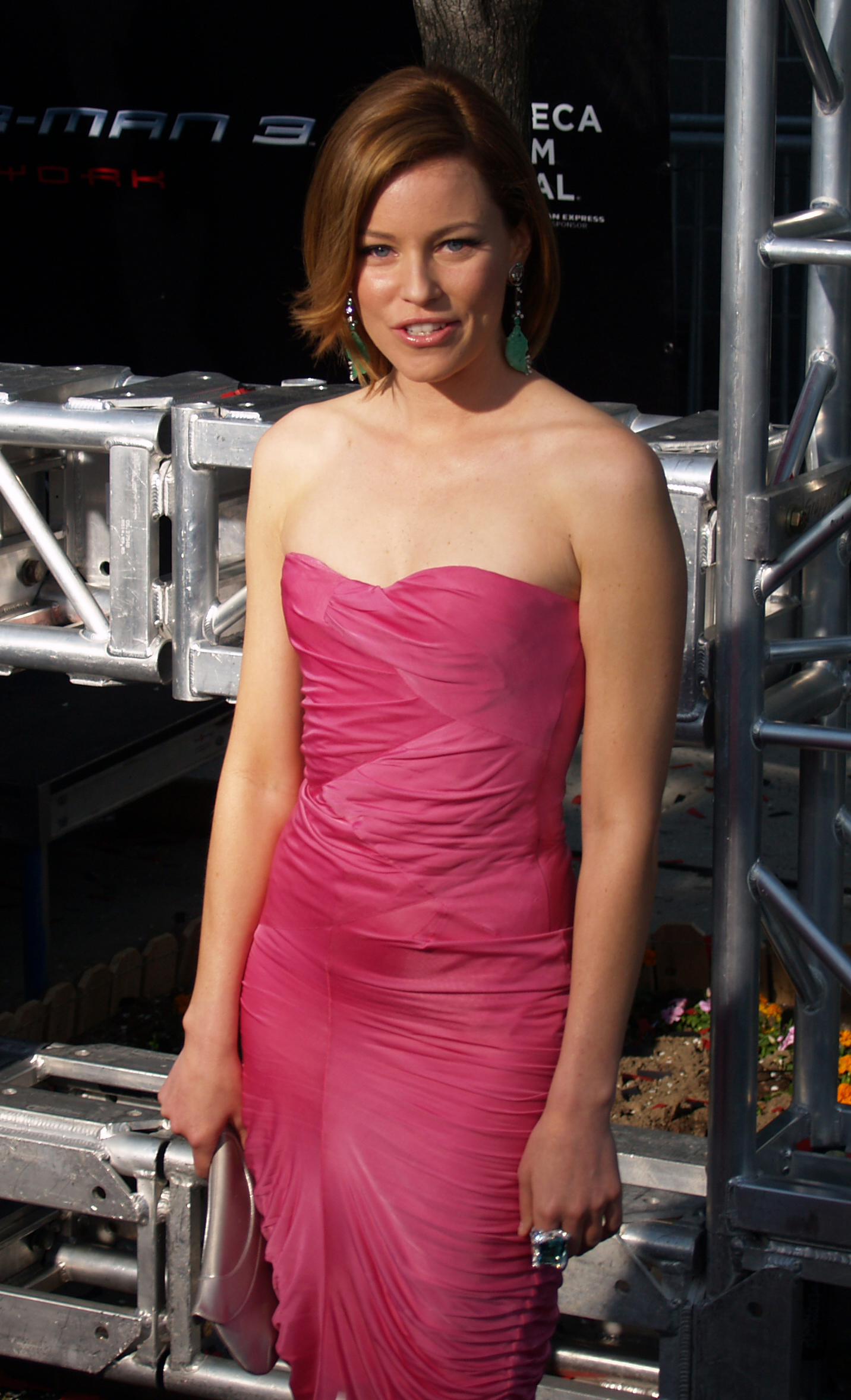
Elizabeth Banks.

Banks cambió su nombre para evitar confusión con la actriz Elizabeth Mitchell. Debutó como actriz en la película independiente Surrender Dorothy como Elizabeth Casey. Banks es reconocida por sus papeles en Seabiscuit, Heights, las películas de Spider-Man (en donde interpreta a Betty Brant), y la comedia de culto Wet Hot American Summer. Rápidamente comenzó a adquirir fama por películas como The 40-Year-Old Virgin y Slither. También interpretó a la novia de Mark Wahlberg en la película de 2006 Invincible.
En mayo de 2006, apareció en el último episodio de la quinta temporada de la serie de la NBC Scrubs como la Dra. Kim Briggs, la novia de J.D. (Zach Braff). El personaje ha aparecido recurrentemente durante la sexta y la séptima temporada.
En 2005, también apareció en la serie Stella, ya que es amiga de los creadores y los protagonistas de la serie. En 2007, Banks interpretó el papel protagonista femenino en la comedia Meet Bill, junto a Aaron Eckhart y Jessica Alba. Banks también tuvo un papel menor en la comedia navideña de 2007 Fred Claus, coprotagonizada por Vince Vaughn y Paul Giamatti, y actuó en la comedia de 2008 Definitely, Maybe junto a Isla Fisher y Ryan Reynolds.
Banks protagonizó con Seth Rogen la comedia de Kevin Smith Zack and Miri make a porno, la cual fue estrenada en octubre de 2008. Ha aparecido en el thriller The Uninvited, y también como la ex primera dama de Estados Unidos Laura Bush en la película de Oliver Stone sobre la vida de George W. Bush, W.
Banks es una coprotagonista frecuente del actor Paul Rudd, y ambos han aparecido en cuatro películas juntos hasta la fecha (Wet Hot American Summer, The Baxter, The 40 Year Old Virgin, y Role Models).
En el año 2012 actuó en la adaptación al cine de Los Juegos del Hambre, interpretando a Effie Trinket. Posteriormente, repitió este papel en sus secuelas Los juegos del hambre: en llamas (2013), Los juegos del hambre: sinsajo - Parte 1 (2014) y Los juegos del hambre: sinsajo - Parte 2 (2015).

## Vida personal
El 5 de julio de 2003, Banks se casó con Max Handelman, quien había sido su novio desde la universidad. Se convirtió al judaísmo tras casarse con él. Tienen dos hijos, Felix (2011) y Magnus (2012).

## Filmografía

### Cine
| Año  | Título                                   | Personaje                |
| ---- | ---------------------------------------- | ------------------------ |
| 1998 | Surrender Dorothy                        | Vicki                    |
| 2000 | Shaft                                    | Amiga de Trey            |
| 2001 | Wet Hot American Summer                  | Lindsay                  |
| 2001 | Ordinary Sinner                          | Rachel                   |
| 2002 | Spider-Man                               | Betty Brant              |
| 2002 | Swept Away                               | Debi                     |
| 2002 | Atrápame si puedes                       | Lucy Forrest             |
| 2003 | The Trade                                | Sioux Sever              |
| 2003 | Seabiscuit                               | Marcela Howard           |
| 2004 | Spider-Man 2                             | Betty Brant              |
| 2005 | Heights                                  | Isabel                   |
| 2005 | Sexual Life                              | Sarah                    |
| 2005 | The Sisters                              | Nancy Pecket             |
| 2005 | The Baxter                               | Caroline Swann           |
| 2005 | The 40-Year-Old Virgin                   | Beth                     |
| 2005 | Daltry Calhoun                           | May                      |
| 2006 | Slither                                  | Starla Grant             |
| 2006 | Invincible                               | Janet Cantrell           |
| 2007 | Spider-Man 3                             | Betty Brant              |
| 2007 | Meet Bill                                | Jess                     |
| 2007 | Fred Claus                               | Charlene                 |
| 2008 | Definitely, Maybe                        | Emily Jones              |
| 2008 | Meet Dave                                | Gina Morrison            |
| 2008 | Lovely, Still                            | Alex                     |
| 2008 | Zack and Miri Make a Porno               | Miriam "Miri" Linky      |
| 2008 | W.                                       | Laura Bush               |
| 2008 | Role Models                              | Beth Jones               |
| 2009 | The Uninvited                            | Rachel Summers           |
| 2009 | Surrogates                               | (Productora ejecutiva)   |
| 2010 | The Next Three Days                      | Lara Brennan             |
| 2011 | The Details                              | Nealy Lang               |
| 2011 | Our Idiot Brother                        | Miranda                  |
| 2012 | Man on a Ledge                           | Lydia Mercer             |
| 2012 | Los juegos del hambre                    | Effie Trinket            |
| 2012 | What to Expect When You're Expecting     | Wendy                    |
| 2012 | People Like Us                           | Frankie                  |
| 2012 | Pitch Perfect                            | Gail Abernathy-McKadden  |
| 2013 | Movie 43                                 | Amy                      |
| 2013 | Los juegos del hambre: en llamas         | Effie Trinket            |
| 2014 | Little Accidents                         | Diane Doyle              |
| 2014 | The Lego Movie                           | Wyldstyle / Lucy (voz)   |
| 2014 | Walk of Shame                            | Meghan Miles             |
| 2014 | Every Secret Thing                       | Detective Nancy Porter   |
| 2014 | Love & Mercy                             | Melinda Ledbetter Wilson |
| 2014 | Los juegos del hambre: sinsajo - Parte 1 | Effie Trinket            |
| 2015 | Pitch Perfect 2                          | Gail Abernathy-McKadden  |
| 2015 | Magic Mike XXL                           | Paris                    |
| 2015 | Los juegos del hambre: sinsajo - Parte 2 | Effie Trinket            |
| 2017 | Power Rangers                            | Rita Repulsa             |
| 2017 | Pitch Perfect 3                          | Gail Abernathy-McKadden  |
| 2018 | ¿Quién mató a los Puppets?               | Jenny                    |
| 2019 | The Lego Movie 2: The Second Part        | Lucy/Wildstyle           |
| 2019 | Brightburn                               | Mrs. Breyer              |
| 2019 | Charlie's Angels                         | Rebekah “Bosley”         |
| 2022 | Call Jane                                | Joy                      |
| 2023 | La fiebre de los peluches Beanie         | Robbie                   |
| 2023 | Migration                                | Pam                      |

### Dirección
| Año  | Título                     | Notas                         |
| ---- | -------------------------- | ----------------------------- |
| 2011 | Just a Little Heart Attack | Corto                         |
| 2013 | Movie 43                   | Segemento:"Middleschool Date" |
| 2015 | Pitch Perfect 2            | También Productora            |
| 2019 | Los angeles de Charlie     | También Productora            |
| 2022 | Cocaine Bear               | También Productora            |

### Televisión
| Año           | Título                                     | Rol                                  | Notas                                                             |
| ------------- | ------------------------------------------ | ------------------------------------ | ----------------------------------------------------------------- |
| 1999          | All My Children                            | Waitress                             | 1 episodio                                                        |
| 1999          | Third Watch                                | Elaine Elchisak                      | Episodio: «Patterns» (acreditado como Elizabeth Maresal Mitchell) |
| 2000          | Sex and the City                           | Catherine                            | Episodio: «Politically Erect»                                     |
| 2001          | Law & Order: Special Victims Unit          | Jaina Tobias Jansen                  | Episodio: «Sacrifice»                                             |
| 2002          | Without a Trace                            | Clarissa                             | Episodio: «Snatch Back»                                           |
| 2005          | Stella                                     | Tamara                               | Episodio: «Meeting Girls»                                         |
| 2006–07 2009  | Scrubs                                     | Dr. Kim Briggs                       | 15 episodios                                                      |
| 2007–08       | Wainy Days                                 | Shelly                               | 3 episodios                                                       |
| 2007–08       | American Dad!                              | Becky Arangino Lisa Silver           | Voz 3 episodios                                                   |
| 2008          | Comanche Moon                              | Maggie Tilton                        | Miniserie                                                         |
| 2009 2013–14  | Modern Family                              | Sal                                  | 4 episodios                                                       |
| 2010–12       | 30 Rock                                    | Avery Jessup                         | 15 episodios                                                      |
| 2012          | Family Guy                                 | Pam Fishman                          | Voz Episodio: «Into Fat Air»                                      |
| 2012          | Robot Chicken                              | Mrs. Claus / Shana 'Scarlett' O'Hara | Voz Episodio: «Robot Chicken's ATM Christmas Special»             |
| 2013          | Timms Valley                               | Beth Billings-Timms                  | Voz Piloto                                                        |
| 2014          | Phineas and Ferb                           | Grulinda                             | Voz Episodio: «Imperfect Storm»                                   |
| 2015          | Wet Hot American Summer: First Day of Camp | Lindsay                              | 6 episodios                                                       |
| 2015          | Moonbeam City                              | Chief Pizzaz Miller                  | Voz                                                               |
| 2019-presente | Press Your Luck                            | Ella Misma                           | Presentadora                                                      |
| 2020          | Mrs. America                               | Jill Ruckelshaus                     | Miniserie de TV                                                   |
| 2020          | COVID Is No Joke                           | Ella Misma                           | Especial de TV                                                    |

### Videojuegos
| Año  | Título          | Papel           | Notas |
| ---- | --------------- | --------------- | ----- |
| 2015 | Lego Dimensions | Wyldstyle (voz) |       |

## Premios
| Ceremonia                                 | Año  | Trabajo                                  | Categoría | Resultado |
| ----------------------------------------- | ---- | ---------------------------------------- | --- | --------- |
| Teen Choice Awards                        | 2017 | Power Rangers                            | Choice Movie Villain | Nominada  |
| Behind the Voice Actors Awards            | 2015 | The Lego Movie                           | BTVA Elección del Público: Mejor Interpretación Vocal Femenina | Ganadora  |
| Behind the Voice Actors Awards            | 2015 | The Lego Movie                           | BTVA Elección del Público: Mejor Interpretación Vocal de un Reparto (Compartido con el elenco)                                                                    | Ganadora  |
| Behind the Voice Actors Awards            | 2015 | The Lego Movie                           | BTVA Mejor Interpretación Vocal Femenina | Nominado  |
| Behind the Voice Actors Awards            | 2015 | The Lego Movie                           | BTVA Mejor Interpretación Vocal de un Reparto (Compartido con el elenco)                                                                                          | Nominado  |
| CinemaCon                                 | 2013 | Elizabeth Banks                          | Excelencia en la Actuación | Ganadora  |
| CinemaCon                                 | 2015 | Elizabeth Banks                          | Cineaste Revelación del Año | Ganadora  |
| Detroit Film Critic Society               | 2008 | W.                                       | Mejor Actriz de Reparto | Nominado  |
| Fangoria Chainsaw Awards                  | 2004 | Slither                                  | Relación del Infierno (Compartido con Michael Rooker) | Nominado  |
| Fright Meter Awards                       | 2009 | The Uninvited                            | Mejor Actriz de reparto | Nominada  |
| Golden Raspberry Awards                   | 2014 | Movie 43                                 | Peor Director (Compartido con Steven Brill, Steve Carr, Rusty Cundieff, James Duffy, Griffin Dunne, Peter Farrelly, Patrik Forsberg, Will Graham, and James Gunn) | Ganadora  |
| Milano International Film Festival Awards | 2014 | Little Accidents                         | Mejor Actriz | Nominada  |
| MTV Movie Awards                          | 2007 | Invincible                               | Mejor Beso (Compartido con Mark Wahlberg) | Nominado  |
| MTV Movie Awards                          | 2012 | Los juegos del hambre                    | Mejor transformación en Pantalla | Ganadora  |
| MTV Movie Awards                          | 2014 | Los juegos del hambre: en llamas         | Mejor transformación en Pantalla | Nominado  |
| MTV Movie Awards                          | 2015 | Los juegos del hambre: sinsajo - Parte 1 | Mejor transformación en Pantalla | Ganadora  |
| Premios Primetime Emmy                    | 2011 | 30 Rock                                  | Mejor Actriz Invitada - Serie de Comedia | Nominada  |
| Premios Primetime Emmy                    | 2012 | 30 Rock                                  | Mejor Actriz Invitada - Serie de Comedia | Nominada  |
| Premios Primetime Emmy                    | 2015 | Modern Family                            | Mejor Actriz Invitada - Serie de Comedia | Pendiente |
| Premios del Sindicato de Actores de Cine  | 2004 | Seabiscuit                               | Premio del Sindicato de Actores al mejor reparto (Compartido con Jeff Bridges, Chris Cooper, William H. Macy, Tobey Maguire y Gary Stevens)                       | Nominado  |
| Online Film & Television Association      | 2013 | Modern Family                            | Mejor Actriz Invitada en una Serie de comedia | Nominada  |
| San Diego Film Critics Society Awards     | 2013 | Los juegos del hambre: en llamas         | Mejor Actriz de Reparto | Nominada  |
| Teen Choice Awards                        | 2012 | Los juegos del hambre                    | Roba Escenas: Mujer | Nominada  |
| Women in Film Crystal + Lucy Awards       | 2009 | Elizabeth Banks                          | Premio Cara del Futuro | Ganadora  |
| Young Hollywood Awards                    | 2003 | Elizabeth Banks                          | Cara Nueva Más Emocionante | Ganadora  |